# 忠成会
忠成会（ちゅうせいかい）は、兵庫県神戸市に本部を置く暴力団。2021年現在、指定暴力団の指定は受けていない。

## 来歴
前身は1967年に解散した新生会。
1970年、下関の合田一家、大阪市の松田組、神戸市の忠成会、姫路市の木下会、岡山市の浅野組、広島市の共政会、北九州市の工藤会とともに、反山口組同盟の関西二十日会を結成。